# Francesco Morandini

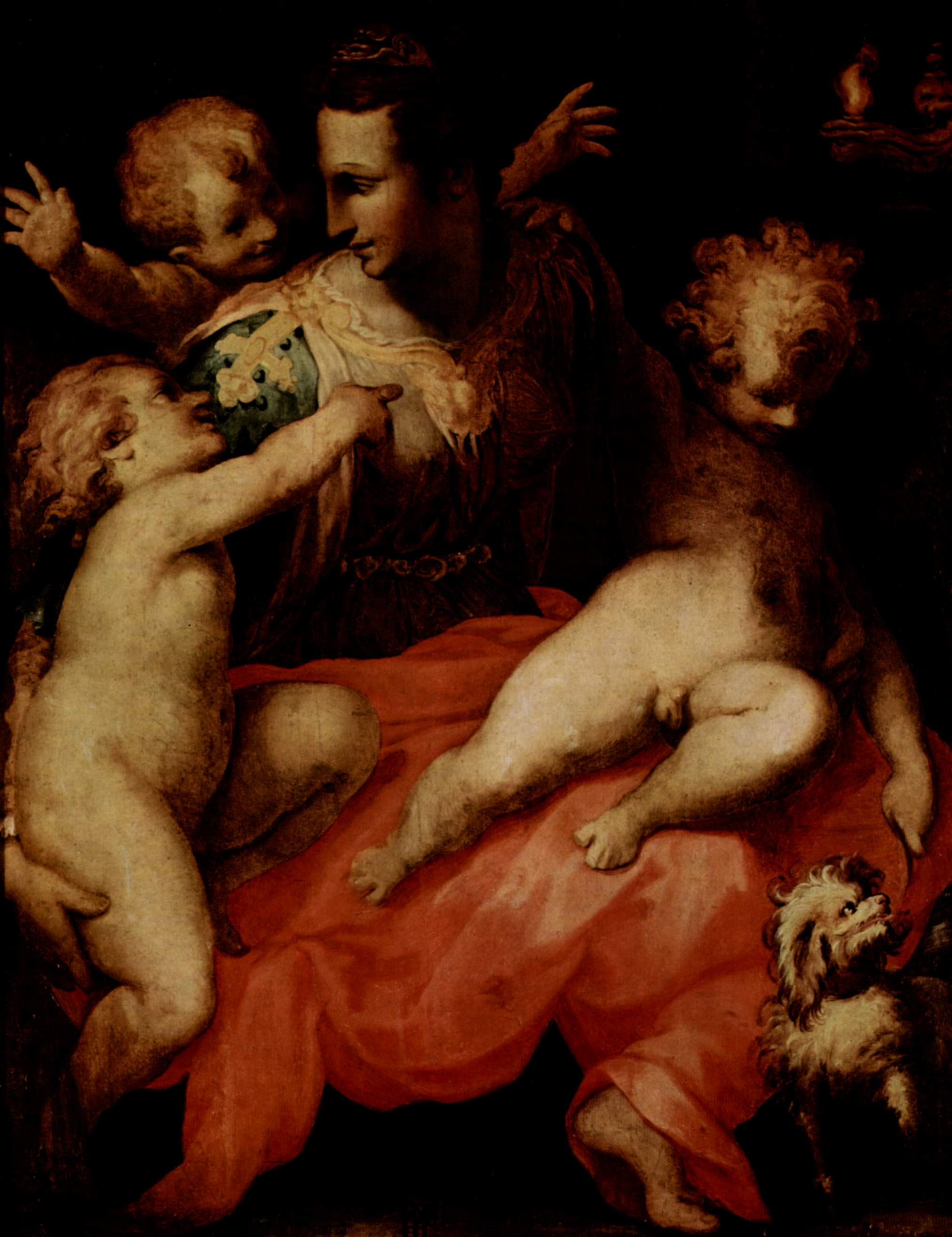
Caridad, Galleria dell'Accademia, Florencia.

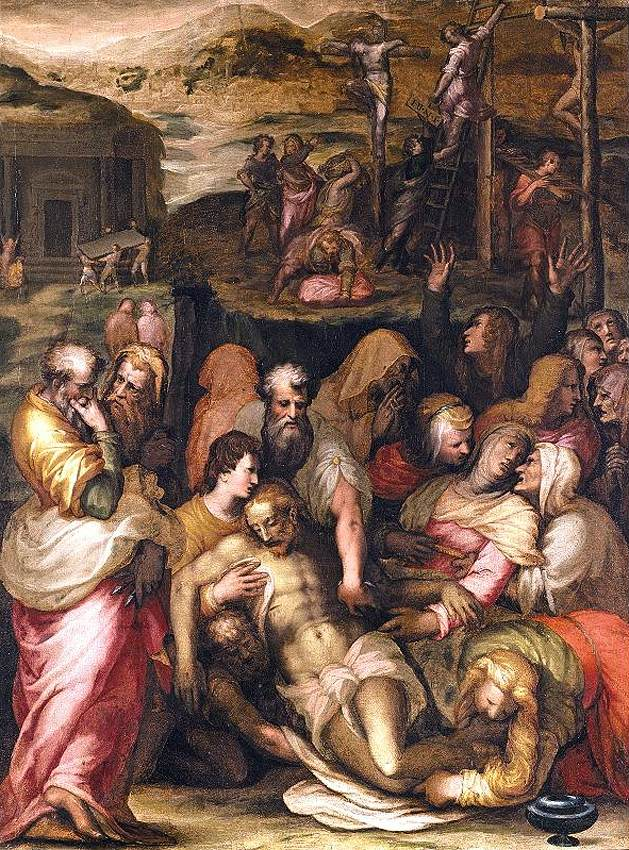
Lamentación sobre Cristo muerto, Colección particular.

Francesco Morandini, conocido como Il Poppi por su lugar de nacimiento (Poppi, c. 1544 - 1597), fue un pintor italiano del Renacimiento, integrado en la corriente manierista.

## Biografía
Alumno de Vincenzo Borghini, después se convirtió en ayudante de Giorgio Vasari durante muchos años. Participó en la decoración del Studiolo de Francisco I en el Palazzo Vecchio de Florencia, empresa dirigida por Vasari (1571-72). Su aportación consistió en dos lienzos: Alejandro y Campaspe (1571) y Fundición de bronce (1572).
Obra suya es el Tobías y el ángel de la iglesia de San Francesco en Prato. En 1584-1585 trabajó en la Capilla Salviati de San Marco junto a Giovanni Battista Naldini y otros artistas. Contribuyó con un lienzo, Cristo cura al leproso.
Con los años, Poppi fue distanciándose de las estrictas normas manieristas propugnadas por Vasari. Volvió la vista atrás para tomar como influencia la obra del último Pontormo. Su mente fantasiosa imprimió a sus figuras una sinuosidad y una arbitrariedad en formas y colores. En su fase última se acercó a los principios del contramanierismo en obras como la Crucifixión de Castel Fiorentino, que aspiran a una mayor intensidad en el sentimiento, sin perder su aspecto académico.

## Obras destacadas
- Virgen con niño (1561, Museum of Fine Arts, Boston)
- Caridad (1570, Galleria dell'Accademia, Florencia)
- Las Tres Gracias (1570, Galleria degli Uffizi, Florencia)
- Virgen con niño adorada por los Inocentes (Ospedale degli Innocenti, Florencia)
- Ananías devuelve la vista a Pablo (1570, Bob Jones University Museum)
- Alejandro y Campaspe (1571, Studiolo de Francisco I, Palazzo Vecchio, Florencia)
- Funcición de bronce (1572, Studiolo de Francisco I, Palazzo Vecchio, Florencia)
- Lamentación sobre Cristo muerto (1572, Colección particular)
- Tobías y el ángel (San Francesco, Prato)
- Virgen de la Asunción (Santa Chiara, Castelfiorentino)
- Crucifixión con Virgen y santos (1580-90, Palazzo Pitti, Florencia)
- Cristo cura al leproso (1584-85, Capilla Salviati, San Marco, Florencia)
- Invención de la Vera Cruz (1584-85, Museo del Cenacolo di Andrea del Sarto, Monastero di San Michele a San Salvi, Florencia)
- Retrato de Pierfrancesco de Medicis el Viejo (1586, Uffizi, Florencia)
- Retrato del cardenal Hipólito de Medicis (1586, Uffizi, Florencia)
- Presentación en el Templo (c. 1589, Banca Toscana, Florencia)
- Ultima Cena (1591, Gesù, Castiglion Fiorentino)
- Crucixión con santos (1586, San Michele a San Salvi, Florencia)
- Crucifixión (1594, San Francesco, Castel Fiorentino)